# Mark Teltscher
Mark Teltscher (Londra, ...) è un giocatore di poker inglese.
Ha vinto l'European Poker Tour Londra nel 2005, guadagnando £ 280.000. Sempre all'EPT ha ottenuto il 2º posto nell'evento di Barcellona 2007, vincendoo € 673.000.